# Елітсерія з хокею 1930—1931
Елітсерія: 1930—1931 — 4-й сезон у Елітсерії, що була на той час найвищою за рівнем клубною лігою у шведському хокеї з шайбою.
У чемпіонаті взяли участь 7 клубів. Турнір проходив у одне коло.
Переможцем змагань став клуб Седертельє СК.

## Турнірна таблиця
|   | Команда                    | І | В | Н | П | Ш       | О  |
| - | -------------------------- | - | - | - | - | ------- | -- |
| 1 | Седертельє СК              | 6 | 5 | 1 | 0 | 9 - 3   | 11 |
| 2 | «Гаммарбю» ІФ (Стокгольм)  | 6 | 3 | 1 | 2 | 12 - 8  | 7  |
| 3 | Нака СК                    | 6 | 3 | 1 | 2 | 14 - 11 | 7  |
| 4 | ІК «Йота» (Стокгольм)      | 6 | 3 | 1 | 2 | 9 - 6   | 7  |
| 5 | АІК Стокгольм              | 6 | 1 | 4 | 1 | 16 - 9  | 6  |
| 6 | «Юргорден» ІФ (Стокгольм)  | 6 | 1 | 1 | 4 | 2 - 6   | 3  |
| 7 | «Карлбергс» БК (Стокгольм) | 6 | 0 | 1 | 5 | 6 - 25  | 1  |